# Roxandra Sturdza
Roxandra Sturdza (Constantinopel, 12 oktober 1786 – Odessa, 16 januari 1844) was een Russische filantroop en schrijfster.

## Biografie
De familie Sturdza was net als enkele andere Griekse adellijke huizen uit het Ottomaanse Rijk gevlucht naar het Keizerrijk Rusland waar ze in dienst van de tsaar traden. De grootvader van Roxandra diende als hospodar van Moldavië. Haar vader was Scarlat Sturdza, die tot de Moldavische adel behoorde en nadat de Russisch-Turkse Oorlog van 1787 uitbrak vertrok de familie eerst naar Iași en vervolgens naar Sint-Petersburg.
Sturdza verkreeg van haar vader een uitgebreide scholing en leerde spreken en schrijven in het Russisch, Grieks, Duits, Frans en Italiaans. Op negentienjarige leeftijd, in 1805, maakte ze haar debuut aan het Russische hof. Aan het Russische hof werd ze gezien als "een van de intelligentste en beminnelijkste vrouwen". Sturdza verkreeg aan het hof een aanstelling als hofdame van tsarina Louise van Baden. Weldra groeide ze uit tot haar vertrouwelinge.
Aan het Russische hof raakte ze bevriend met de Franse filosoof Joseph de Maistre. Daarnaast werd ze beïnvloed door de Duitse piëtistische beweging, zoals die gepropageerd werd door Johann Heinrich Jung. Ze maakte onderdeel uit van de hofhouding die met tsaar Alexander I Europa in trok tijdens de Zesde Coalitieoorlog. Tijdens hun verblijf in Bruchsal kreeg ze een affaire met de tsaar en zette ze haar eerste stappen in de wereld van de diplomatie.
In februari 1814 maakte Sturdza ook kennis met Barbara Juliana von Krüdener. Krüdener geloofde dat de tsaar een belangrijke rol kon spelen in het creëren van een christelijke renaissance in Europa en Sturdza bracht haar in contact met de keizer. Ze was vervolgens ook betrokken bij de eerste ontmoeting tussen de tsaar en Jung.
Sturdza was vervolgens ook aanwezig bij het Congres van Wenen en adviseerde aldaar de tsaar. Door haar niet-officiële aanstelling kon ze op een andere manier deelnemen aan het diplomatieke veld door de ontmoetingen die ze had met Eleonore von Kaunitz, Louise Charlotte Françoise de Montesquiou, Henry Robert Stewart en de Oostenrijkse kanselier Klemens von Metternich. Tijdens het Congres lobbyde Sturdza samen met haar broer en diplomaat Ioannis Capodistrias bij de tsaar om de emancipatie van de Grieken op tafel te krijgen bij het Congres. Vanwege boze Oostenrijkse en Britse reacties besloot de keizer hier niet op in te gaan.
In 1816 huwde Sturdza met de Duitse graaf Albert-Gaetan Edling en verliet ze het Russische hof. Ondanks haar vertrek aldaar bleef ze zich inzetten voor het Filhellenisme. Nadat de Griekse Onafhankelijkheidsoorlog startte met de militaire expeditie van Alexander Ypsilantis zette ze zich samen met haar broer in om sympathie te kweken voor de Griekse opstandelingen door honderden brieven door Europa te verspreiden. In 1822 verhuisde ze naar Odessa en vandaaruit bleef ze zich inzetten voor het Griekse volk.